# 由布市立湯平小学校
由布市立湯平小学校（ゆふしりつ ゆのひらしょうがっこう）は、かつて大分県由布市にあった公立小学校である。 

## 概要
1902年（明治35年）10月22日に開校。2016年（平成28年）3月末を以て閉校した。児童は2016年度（平成28年度）からは湯布院町の由布市立由布院小学校か、庄内町の由布市立西庄内小学校に通学する。跡地の利用方法は未定だが、由布市教育委員会によれば、地元から校舎の活用について要望が出されている。 

## 沿革
- 1901年（明治34年）4月22日 - 湯平・下川校が合併、大分郡湯平小学校と称する[2]。
- 1902年（明治35年）10月22日 - 現在地の仲ノ瀬に校舎を新築。この日を開校記念日とする[3][4]。
- 1906年（明治39年）4月 - 湯平尋常高等小学校に改称。
- 1908年（明治41年）4月 - 高等科併置。
- 1925年（大正14年） - 二階建て8教室を増築。
- 1949年（昭和24年）2月13日 - 校舎全焼。分散教育開始。
- 1949年（昭和24年）12月23日 - 新校舎竣工。
- 1953年（昭和28年）3月 - 校歌制定。
- 1957年（昭和32年）8月 - 電話開通。学校図書館設置。
- 1960年（昭和35年）1月14日 - 学校給食開始。
- 1965年（昭和40年）1月26日 - 体育館竣工。
- 1967年（昭和42年）7月 - プール新設。
- 1970年（昭和45年）3月23日 - 校章、校旗制定。
- 1973年（昭和48年）3月27日 - 現校舎改築落成式。
- 1988年（昭和53年）7月 - プール、バックネット新設。県道拡幅に伴い校門改修。
- 1995年（平成7年）2月28日 - 屋内運動場竣工。
- 2002年（平成14年）10月20日 - 開校100周年記念式。
- 2005年（平成17年）10月1日 - 湯布院町が合併によって由布市となったことに伴い、由布市立湯平小学校に改称。
- 2016年（平成28年）2月21日 - 閉校記念式典[1]。

## 通学区域
- 湯平、下湯平、中川のうち水地地区[5]